# Шах Акбар (алмаз)
Шах Акбар — один із знаменитих алмазів, який мав до ограновування масу 119 каратів.
Безбарвний алмаз був знайдений в Індії в 1618 році. Був вставлений в Павиний трон (трон Великих Моголів), як око павича. Відомо що цей алмаз був власністю Шах-Акбара і був названий на його честь, за наказом його наступника Шах-Джехана. Припускають що він потрапив до Персії як трофей в 1739 році разом з троном. На двох його гранях були вирізані написи арабською, які відповідають 1618 і 1629 рокам нашої ери. Написи були стерті в 1866 році, коли камінь переогранили у формі краплі, маса зменшилася до 72 каратів (за вказівкою купця з Англії Джорджа Блога, що купив його). У 1870 році був придбаний геквором Бародам за 350 тис. рупій (що відповідало близько 26 тис. фунтів). У 1926 році власник замовив у Карт'є нову оправу з модної платини.